# Berberodes campylophleps
Berberodes campylophleps là một loài bướm đêm trong họ Geometridae.